# یالوویک ایزوور
یالوویک ایزوور (به صربی: Jalovik Izvor) یک منطقهٔ مسکونی در صربستان است که در Knjaževac واقع شده‌است. یالوویک ایزوور ۲۳۸ نفر جمعیت دارد.